# Cis caffer
Cis caffer là một loài bọ cánh cứng trong họ Ciidae. Loài này được Fahraeus miêu tả khoa học năm 1981.